# Jan Malinowski (sierżant)
Jan Malinowski, ps. Stryj, Wierny (ur. 16 maja 1908 w Pietrzyku, zm. 11 lutego 1949 w Sinogórze) – sierżant, żołnierz ROAK i NZW.

## Życiorys
Jan Malinowski urodził się w Pietrzyku (pow. Rypin) 16 maja 1908 roku. Syn Jana i Wiktorii. Od 1944 roku był żołnierzem Armii Krajowej. Od 1945 był żołnierzem batalionu ROAK „Znicz”, pod dowództwem Pawła Nowakowskiego. Od 17 lipca 1947 przeszedł pod dowództwo Józefa Marcinkowskiego. Nie ujawnił się podczas amnestii, walczył jako żołnierz antykomunistycznego Narodowego Zjednoczenia Wojskowego (NZW). Należał do oddziałów por. Franciszka Majewskiego, a następnie od września 1948 pod dowództwem sierż. Wiktora Stryjewskiego. Sierż. Malinowski był dowódcą dziesięcioosobowego patrolu. Aktywny na terenach powiatów: sierpeckiego, rypińskiego, lipnowskiego, płockiego i mławskiego. Był inwigilowany przez funkcjonariuszy PUBP w Rypinie, jako podejrzany o napady na: tartak, agencję pocztową i kasjera GS Samopomoc Chłopska w Skrwilnie oraz o dokonanie zasadzki pod Okalewem w dniu 12 lipca 1947 na grupę funkcjonariuszy milicji i UB. Sierż. Jan Malinowski został zabity podczas obławy kilku batalionów KBW i funkcjonariuszy UB koło wsi Sinogóra 11 lutego 1949. Tego samego dnia zginęli również inni żołnierze NZW: Tadeusz Denst ps. Alojzy, Zdzisław Derkus Urkes, Stanisław Pospisiel Leszek, Jan Jaroszewski Rekrut, Stanisław Michalak Kozak i Jan Wiśniewski Czarny II.